# Jonathan Ericsson
Jonathan Ericsson (Karlskrona, 2 marzo 1984) è un hockeista su ghiaccio svedese.

## Palmarès

### Olimpiadi invernali
- 1 medaglia:
  - 1 argento (Sochi 2014)

### Mondiali
- 1 medaglia:
  - 1 bronzo (Germania 2010)